# Julian Huxley
Cet article concerne le biologiste britannique. Pour le joueur de rugby à XV australien, voir Julian Huxley (rugby à XV).
Julian Sorell Huxley, né le 22 juin 1887 à Londres et mort le 14 février 1975 dans la même ville, est un biologiste et un philosophe britannique, théoricien de l'eugénisme, auteur et internationaliste, connu pour ses livres de vulgarisation sur la science. Il a été le premier directeur de l'UNESCO et a fondé le WWF.
Huxley est issu d'une famille plusieurs fois distinguée. Son arrière-grand-père Thomas Arnold (1795-1842) est directeur de la prestigieuse Rugby School. Ses grand-pères sont Thomas Henry Huxley (1825-1895), un biologiste connu pour être un collègue et partisan de Charles Darwin (1809-1882) et l'universitaire Tom Arnold (1823-1900). Son père Leonard Huxley (1860-1933) est écrivain et éditeur. Son frère, Aldous Huxley (1894-1963), est un écrivain reconnu et son demi-frère, Andrew Huxley (1917-2012), un biologiste lauréat du prix Nobel. Il est également le neveu de la romancière Mary Augusta Ward et le petit-neveu du poète Matthew Arnold. 

## Enfance

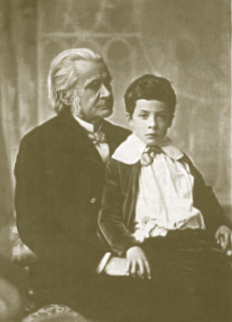
Thomas Henry et Julian Huxley en 1895.

Arbre généalogique

Huxley est né le 22 juin 1887 dans la maison londonienne de sa tante, la romancière Mary Augusta Ward (1851-1920), pendant que son père assiste aux célébrations du jubilé de la Reine Victoria. Il grandit dans la maison familiale située dans le Surrey où il montre un intérêt précoce pour la nature, aidé en cela par les leçons que lui donne son grand-père. À l'âge de treize ans, Huxley entre au collège d'Eton, où il continue à développer son goût pour la science, et cela dans les laboratoires même de l'école que son grand-père a incité à construire plusieurs décennies auparavant. À Eton, il s'intéresse à l'ornithologie et en 1905 il obtient une bourse d'études en zoologie au Balliol College de l'université d'Oxford.

## Vie universitaire
En 1906, après un été passé en Allemagne, Huxley s'installe à Oxford où il développe un intérêt particulier pour l'embryologie et pour l'étude des protozoaires. Durant l'automne de sa dernière année universitaire, en 1908, sa mère meurt d'un cancer. En 1909 il est diplômé avec mention et se voit offrir une bourse d'études. Il passe un an à la station de biologie marine de Naples où il s'intéresse à l'embryologie et au développement, par la recherche sur les tuniciers et les oursins. En 1910, il décroche un poste d'enseignant à Oxford mais en 1912 il se voit sollicité par Edgar Odell Lovett (1871-1957) pour la toute nouvelle chaire de biologie de l'université Rice, à Houston au Texas. Huxley accepte cette proposition et prend son poste l'année suivante.
Avant de s'installer à l'université Rice, Huxley passe un an en Allemagne afin de se préparer à sa nouvelle fonction. Alors qu'il travaille dans un laboratoire quelques mois avant le déclenchement de la Première Guerre mondiale, Huxley entend de la part de ses collègues une réflexion à propos d'un avion passant dans le ciel selon laquelle "cela ne prendra pas beaucoup de temps avant que de tels avions passent au-dessus de l'Angleterre", ce qui cimente son idée d'internationalisme. Pendant son séjour en Allemagne, il est victime d'une dépression nerveuse et retourne au Royaume-Uni où il séjourne quelque temps dans une maison de repos. Au même moment, son frère Trev, de deux ans plus jeune, est lui aussi victime de dépression et se pend.
Julian commence à fréquenter, en 1916, Marie Juliette Baillod, née en 1896 à Auvernier, un village près de Neuchâtel (Suisse). Ils échangent une correspondance durant la guerre et se marient en 1919. Lady Huxley est décédée en 1994.
En septembre 1916, Huxley revient du Texas pour participer à l'effort de guerre, travaillant dans les services de renseignements, d'abord au Government Communications Headquarters (GCHQ) et ensuite en Italie du nord. Après la guerre, il se voit offrir un poste d'enseignement au New College d'Oxford qui a perdu nombre d'enseignants et d'étudiants pendant la guerre. Son premier fils naît en 1920, Anthony Julian Huxley (1920-1993), qui deviendra lui aussi biologiste, suivi de son second fils, trois ans plus tard, Francis Huxley (1923-2016), qui sera botaniste et anthropologue. En 1925, Huxley rentre au King's College de Londres comme professeur de zoologie, mais en 1927 il quitte ses fonctions d'enseignement et de recherche pour travailler à plein temps avec H. G. Wells (1866-1946) et son fils G.P. Wells (1901-1985) à l'écriture de The Science of Life (La science de la vie) (voir ci-dessous).
En 1935, Huxley est secrétaire de la Zoological Society de Londres, et passe la plupart des sept années suivantes à administrer cette société, son parc zoologique, le zoo de Londres et le parc d'animaux sauvages de Whipsnade. Il poursuit en même temps ses recherches en zoologie. En 1941, il est invité aux États-Unis pour quelques sessions de cours, et provoque une controverse en déclarant que les États-Unis devraient rejoindre la Seconde Guerre mondiale, quelques semaines seulement avant l'attaque de Pearl Harbor. À cause de l'entrée en guerre de ce pays, sa période de sessions d'enseignement est prolongée et la Zoological Society s'en sert comme prétexte pour lui retirer son poste de secrétaire. Huxley saisit cette occasion pour consacrer la majeure partie du reste de sa vie à populariser la science et à s'impliquer dans la politique.
En plus de ses recherches en zoologie, Huxley participe aux travaux théoriques sur la biologie de l'évolution et fait partie des acteurs majeurs de la synthèse moderne de l'évolution. L'observation des oiseaux pendant sa jeunesse fait que Huxley s'intéresse à l'ornithologie, et durant toute sa vie il aide à la création de procédés pour la surveillance et la préservation des oiseaux. Il écrit également plusieurs articles sur l'éthologie aviaire. Parmi ses centres d'intérêt, on trouve également la médecine et la biologie moléculaire. Il était l'ami et le mentor du biologiste Konrad Lorenz (1903-1989)[réf. nécessaire].
Vers la fin de sa vie, Huxley a eu un rôle clé dans la traduction en anglais des travaux du jésuite et scientifique français Pierre Teilhard de Chardin (1881-1955).

## Unesco
Dans les années 1930, Huxley visite le Kenya et d'autres pays d'Afrique de l'Est afin d'observer les efforts de préservation, incluant la création de parcs nationaux, qui se déroulent dans les quelques zones restant inhabitées en raison du paludisme. Plus tard, il est sollicité par le gouvernement britannique afin d'étudier les sites possibles dans les pays du Commonwealth en Afrique de l'Ouest pour la création d'universités. Durant ces différents voyages Huxley développe un intérêt pour l'éducation et la préservation à travers le monde, et s'implique dans la création de l'Organisation des Nations unies pour l'éducation, la science et la culture (UNESCO) dont il est le premier directeur général, de 1946 à 1948.

## Humanisme
Un fait moins connu est que Huxley était humaniste, qu'il présida le congrès qui vit la fondation de l'International Humanist and Ethical Union et qu'il participa au comité consultatif pour la fondation de la First Humanist Society de New York aux côtés de John Dewey, Albert Einstein et Thomas Mann.

## Eugénisme
Huxley était un partisan de l'eugénisme comme moyen d'amélioration de la population humaine.
« Une fois pleinement saisies les conséquences qu'impliquent la biologie évolutionnelle, l'eugénisme deviendra inévitablement une partie intégrante de la religion de l'avenir, ou du complexe de sentiments, quel qu'il soit, qui pourra, dans l'avenir, prendre la place de la religion organisée. »
En 1939, il sera un des biologistes à l'origine du Manifeste des généticiens aux côtés notamment de Hermann J. Muller et de J.B.S Haldane, un texte qui recommandait « une sorte d’encadrement conscient de la sélection » pour rendre possible l’amélioration des « caractéristiques intrinsèques (génétiques) d’une génération » à l’autre.  
Huxley, comme bien d'autres généticiens, voyait dans l'eugénisme un moyen d'éliminer les variantes indésirables du patrimoine génétique humain dans son ensemble. Ainsi a-t-il pu affirmer : 
« La stérilisation volontaire pourrait être utile. Mais notre meilleur espoir, je pense, doit résider dans le perfectionnement de nouvelles méthodes de contrôle des naissances, simples et acceptables, soit avec un contraceptif par voie orale soit, de préférence, avec des méthodes immunologiques impliquant des injections. »
Dans les années d'après-guerre, alors qu'il participe à la fondation de l'UNESCO, il réaffirme son attachement à une politique eugéniste :
« L’inégalité biologique est évidemment le fondement de l’affirmation de tout l’eugénisme. […] L’inégalité de simple différence est souhaitable, et la préservation de la variété humaine devrait être l’un des deux buts principaux de l’eugénisme. Mais l’inégalité de niveau ou de degré n'est pas souhaitable, et le deuxième but essentiel de l’eugénisme devrait être l’élévation du niveau moyen de toutes les qualités désirables. »
À la suite des résultats terrifiants résultant de l'abus d'eugénisme, Huxley (1957) utilise le terme « transhumanisme » pour décrire le point de vue selon lequel l'homme pourrait s'améliorer grâce à la science et la technologie, notamment avec l'aide de l'eugénisme.
L'intérêt porté par Huxley pour l'eugénisme s'inscrit dans une perspective cosmologique où l'homme est considéré comme étant désormais l'un des rares espoirs de progrès futur dans l'univers:
« À la lumière de la biologie de l'évolution, l'homme peut désormais se concevoir comme le seul agent menant à davantage d'avancées sur cette planète, et l'un des rares instruments du progrès dans tout l'univers. Il se retrouve dans la position inattendue de gérant du processus cosmique d'évolution. Il ne doit plus se sentir séparé du reste de la nature [...] Il ne doit plus se percevoir comme étant sans importance par rapport au cosmos. » 
Selon Huxley, la conscience de l'homme permet de substituer au mécanisme aveugle de l'évolution naturelle un nouveau type d'évolution fondé non plus sur la sélection naturelle mais sur le contrôle conscient de la biologie (humaine, animale ou autre), portant ainsi le progrès vers de nouveaux sommets  :
« À l'horizon du développement progressif mental chez l'homme se trouve la promesse d'une humanité contrôlant consciemment sa propre destinée et celle des autres formes de vie sur cette planète. »
Pour justifier le passage de l'évolution naturelle à l'évolution contrôlée par les sciences de la génétique, Huxley fait valoir que le progrès n'est pas inévitable ou universel : l'histoire de la vie serait jonchée de formes stagnantes et régressives. En outre, le contrôle génétique offrirait la possibilité d'une évolution à la fois rapide et volontairement dirigée, bien plus favorable à l'amélioration de la condition humaine et animale que ne l'est l'évolution naturelle.

## La question de la race
Huxley croyait à l'égalité des races et critiquait fermement les deux extrémismes eugénistes qui ont émergé durant les années 1930 : 1°) le nazisme et son racisme criminel (à l'égard des handicapés, des tsiganes, des Juifs, des homosexuels), qui se traduit par la stérilisation ou l'extermination de tous ; 2°) l'idée selon laquelle la classe ouvrière serait génétiquement inférieure (Kevles 1985 - réf. plus précise).
Huxley était un opposant à l'utilisation du concept pseudoscientifique de race humaine dans le domaine politique ou social, et en réponse à la montée du nazisme il écrivit en 1936 We Europeans (Nous Européens). Ce livre, sur lequel il a collaboré avec l'ethnologue Alfred Cort Haddon (1855-1940), le sociologue Sir Alexander Carr-Saunders (1886-1966) et Charles Singer (1876-1960), suggérait, parmi d'autres choses, que le terme de 'race' pouvait être remplacé par groupe ethnique.
Il écrivit deux livres portant des critiques sur la génétique pratiquée dans l'Union soviétique (qu'il visita deux fois), où prédominait la doctrine de T.D. Lyssenko, une doctrine fondée sur le lamarckisme, qui avançait que les caractéristiques acquises pouvaient être héritées. Le lyssenkisme proscrivait la sélection artificielle des semences basée sur les principes de la génétique mendélienne. Huxley craignait qu'un processus similaire de stagnation génétique n'intervienne dans la population humaine, sans l'aide de l'eugénisme que les lyssenkistes rejetaient (notamment à travers les projets eugénistes proposés par Hermann J. Müller à Staline).
À la suite de la deuxième guerre mondiale, il joua un rôle dans la déclaration de l'UNESCO The Race Question (La question de la race), qui soutenait que "Une race, d'un point de vue biologique, pourrait être définie plutôt comme un ensemble de populations constituant l'espèce Homo sapiens" et "À présent, que peut dire le scientifique à propos des groupes humains qui peuvent être reconnus actuellement ? Les races humaines ont été classifiées de manière différente par plusieurs anthropologues, mais aujourd'hui la plupart des anthropologues se mettent d'accord sur une seule classification en trois grandes branches distinctes pour la grande majorité de l'espèce humaine actuelle : la branche mongoloïde, la branche négroïde, et la branche caucasienne."
La déclaration de l'UNESCO aida également à détruire l'idée que le peuple juif représentait une race distincte lorsqu'elle a défini que "les catholiques, protestants, musulmans et juifs ne sont pas des races...".

## Écologie
Les soucis d'internationalisme et de préservation d'Huxley le conduisent à participer, en septembre 1961, à la création du World Wildlife Fund (WWF) (« Fonds mondial pour la vie sauvage »).

## Métaphysique
Julian Huxley considère la question de l'homme et de ses origines dans une perspective métaphysique. Il expose en effet une vision d'ensemble de l'évolution cosmique qui repose sur des choix théoriques a priori (sans validation empirique) concernant la nature des choses. Cette métaphysique doit combler les insuffisances d'une conception purement scientifique de l'évolution et remplir le rôle d'une superstructure au sein de laquelle les arguments scientifiques trouvent une justification. 

### Monisme et panpsychisme
Selon Huxley, l'organisation de la matière dans le cosmos tout entier passe par trois étapes : la matière inerte, la vie et l'esprit (mind). Ces étapes s'inscrivent dans une progression continue qui unit l'homme et la nature par un lien généalogique. Le progrès que constitue la naissance de l'homme sur terre ne représente qu'un cas spécial d'un processus plus étendu. Ce processus obéit à trois principes :
1. l'unité de la matière qui au-delà de sa diversité est partout la même ;
2. l'uniformité des lois causales dans le temps et l'espace ;
3. l'évolution cosmique qui partout organise la matière simple en formes de plus en plus complexes, jusqu'aux êtres vivants et à l'homme.

La réalité de ces trois principes métaphysiques est présentée par Huxley comme vraisemblable sur le plan scientifique :
« Nous supposons que l'univers est composé sur toute son étendue d'une matière dont l'unité essentielle, au-delà de la diversité des éléments, nous est révélée par les travaux récents des physiciens. Nous supposons aussi que la matière se comporte de la même manière indépendamment de l'endroit où elle se trouve, exprimant ainsi un même mode dans la séquence du changement de la cause et de l'effet. Nous supposons, sur une base indirecte quoique relativement bien fondée, qu'il y a eu évolution des formes de la matière […]. L'unité, l'uniformité et l'évolution, voilà les trois grands principes qui émergent. ».
Au nom du principe de continuité entre la matière, la vie et l'esprit, Huxley refuse de croire que la vie et l'esprit soient le résultat d'une production créatrice. Il postule alors que ces manifestations sont universellement présentes dans tous les phénomènes, ce qui implique l'attribution d'une forme d'esprit non seulement aux organismes inférieurs (insectes, microbes, etc.), mais aussi à la matière inerte :
« Le principe de continuité nous oblige à postuler que cette nouvelle catégorie de phénomènes [qu'est l'esprit] n'est pas apparue durant le cours de l'évolution tout à fait à partir de rien, mais, au contraire, que celle-ci est d'une certaine manière universellement présente dans tous les phénomènes. ».
Huxley soutient ainsi une forme de panpsychisme : l'esprit est partout dans le cosmos, à un certain degré, mais il échappe pour le moment aux méthodes d'investigation scientifique portant sur les formes inférieures et inorganiques. Cette version du panpsychisme découle du fait qu'Huxley conçoit l'esprit comme une donnée dont l'apparition au cours de l'évolution s'explique par le fait qu'il était présent dès l'origine. L'esprit se manifeste plus ouvertement et sous d'autres aspects chez les formes supérieures de vie, mais il n'apparaît jamais à partir de rien. Pour Huxley, cette manifestation d'un esprit de plus en plus dominant constitue la plus grande tendance de l'évolution cosmique, dont l'aboutissement actuel est l'homme. Cette forme d'esprit complexe qu'est l'homme constitue selon lui « la preuve de l'existence […] d'une tendance vers l'esprit. ».
Le cosmos que conçoit Huxley est donc orienté vers la manifestation de toujours plus d'esprit. Cette conception est parfois qualifiée d'« anthropologique » car on ne peut, d'après elle, comprendre le progrès de la vie en excluant ou en négligeant la forme de vie qui, pour le moment, l'incarne le mieux – l'homme. C'est en effet essentiellement par une analyse rétrospective des événements passés qui ont contribué à l'émergence de l'esprit humain que l'on peut déterminer le sens et la direction prises par l'évolution cosmique.

### Emergence et anti-réductionnisme
La conception moniste ou « continuiste » de Huxley n'implique nullement l'absence de ruptures et de nouveautés au sein du processus évolutif. En particulier, Huxley considère que le lien entre l'homme et la nature, bien que continu, est analogue à celui qui peut exister entre l'organique et l'inorganique. Huxley reprend à C. Lloyd Morgan le terme d'« émergence » pour qualifier la nature de ce lien. Un processus émergent est un processus qui permet l'apparition de nouvelles caractéristiques associées à un nouveau niveau de complexité. Après avoir érigé une forte continuité au sein du monde, Huxley instaure donc également une différence qualitative entre les différents niveaux d'organisation. 
Cette conception en « strates » de la réalité a des conséquences sur le plan épistémologique : bien que certains aspects des organismes vivants soient adéquatement expliqués par la physique ou la chimie, ces disciplines ne peuvent rendre compte de la totalité des phénomènes biologiques. Il est ainsi nécessaire que l'étude de ces phénomènes soit séparée de celle des phénomènes physico-chimiques. Il en va également de la psychologie par rapport à la biologie, qui, bien qu'elle en constitue le fondement, ne rend pas compte des caractéristiques typiquement psychologiques. Cette conception s'oppose à l'approche réductionniste qui postule que les phénomènes complexes, y compris ceux d'ordre psychologique, peuvent être entièrement expliqués en termes de processus physiques plus élémentaires.
Le saut qualitatif qu'implique l'émergence de l'homme à partir des formes pré-humaines de primates introduit une sorte de rupture dans la nature qui correspond à l'apparition de la pensée conceptuelle, ainsi qu'à celle de la vie sociale et culturelle. D'après Huxley, ce processus libère l'homme de certaines contraintes adaptatives auxquelles les autres organismes ne peuvent se soustraire. La sélection naturelle ne suffit donc plus à expliquer le progrès humain :
« La condition humaine est tellement différente de la condition biologique qu'il est peut-être préférable d'abandonner la tentative d'appliquer des concepts comme la sélection naturelle aux affaires de l’humanité moderne »
Selon Huxley, l'évolution de l'homme est en pleine accélération,  inaugurant ainsi l'ère « psychozoïque » : une ère où l'homme est parvenu à porter le progrès au-delà de ce que la nature est parvenue à accomplir jusqu'à maintenant.

## Vie publique et vulgarisation de la science
Huxley découvre l'aspect lucratif de la vulgarisation de la science après avoir publié plusieurs articles dans divers journaux. À la fin des années 1920, il s'initie à l'écriture de livres lorsqu'on le sollicite pour collaborer sur deux projets, d'une part un manuel de biologie animale avec son collègue d'Oxford J. B. S. Haldane, et d'autre part un ensemble de neuf volumes de vulgarisation en biologie, The Science of Life (La science de la vie) avec H. G. Wells. On lui doit d'autres publications notables telles que Essays of a Biologist (Essais d'un biologiste) et Evolution: The Modern Synthesis (Évolution : la synthèse moderne).
En 1934, Huxley collabore avec le naturaliste Ronald Mathias Lockley (1903-2000) afin de créer pour Alexander Korda (1893-1956) le premier documentaire d'histoire naturelle au monde, The Private Life of the Gannet (La vie privée du fou de Bassan). Pour ce film, qui a été tourné avec l'aide de la Royal Navy autour de l'île de Grassholm sur la côte du Pembrokeshire, Huxley et Lockley ont reçu l'Oscar du meilleur documentaire.
Plus tard, il accroît sa popularité par le biais d'apparitions télévisuelles et radiophoniques. En 1939, la BBC lui demande d'être l'invité récurrent d'une émission de culture générale, The Brains Trust (le groupe d'experts), pendant laquelle lui et d'autres invités débattent à propos de questions posées par les auditeurs. Cette émission a été mise en place pour maintenir le moral pendant la guerre, afin d'éviter que cette dernière n'occulte les débats et les échanges d'idées. Il est aussi l'invité régulier de l'une des premières émissions de questions-réponses, Animal, Vegetable, Mineral? (Animal, Végétal, Minéral ?), en 1955.
Dans son essai The Crowded World (Le monde surpeuplé), publié dans Evolutionary Humanism (L'humanisme évolutionniste) en 1964, Huxley critique ouvertement les attitudes communiste et catholique de contrôle des naissances, de contrôle des populations et de surpopulation. En se basant sur différents taux d'intérêts comparés, Huxley prédit une population mondiale probable de six milliards d'individus en l'an 2000. Le Fonds des Nations unies pour la population (UNFPA) identifie le jour des six milliards le 12 octobre 1999.
Huxley a entretenu des liens étroits avec les mouvements rationalistes et humanistes britanniques et il était d'ailleurs membre honoraire de l'association de presse rationaliste de 1927 jusqu'à sa mort. Aussi, il devint le premier président de l'association humaniste britannique lors de sa création en 1963, AJ Ayer lui succédant en 1965. Il était également impliqué dans l'union internationale humaniste et éthique. Beaucoup de livres d'Huxley traitent de l'humanisme.
Sa femme, Juliette Huxley (1896-1994), fait paraître en 1963 le récit de leurs voyages en Afrique, Wild Lives of Africa. Elle publiera son autobiographie en 1986 sous le titre de Leaves of the Tulip Tree.

## Récompenses et distinctions
- 1935 : Oscar du meilleur court métrage en prises de vues réelles pour The Private Life of the Gannets
- 1956 : Médaille Darwin
- 1958 : Médaille d’argent Darwin-Wallace
- Membre de la Royal Society, élu le 17 mars 1938[15]
- Anobli et titré Chevalier, 1958[16]

## Ouvrages
- Essays of a Biologist, 1923

-Essais d'un biologiste, Stock, 1941, 290 p. [trad. Jules Castier]
- Animal Biology (Biologie Animale) avec J. B. S. Haldane, 1927
- Religion Without Revelation, 1927 revu en 1957, 1967

-Religion sans révélation, Stock, 1968, 256 p. [trad. Alice Godel]
- The Tissue-Culture King (Le roi de la culture de tissus), science fiction, 1927
- The Science of Life (La science de la vie) avec H.G. & G.P. Wells, 1931
- Scientific Research and Social Needs (Recherche scientifique et besoins sociaux), 1934
- Thomas Huxley's Diary of the Voyage of H.M.S. Rattlesnake (Le journal de Thomas Huxley au cours du voyage à bord du H.M.S. Rattlesnake), 1935
- We Europeans avec A. C. Haddon et A.M. Carr-Saunders, 1936

-Nous Européens, Les Editions de Minuit, novembre 1947 [trad. Jules Castier]
- The present standing of the theory of sexual selection. (Le statut actuel de la théorie de la sélection sexuelle) In G. R. de Beer (Ed.), Evolution: Essays on aspects of evolutionary biology (Évolution: essais sur les aspects de la biologie évolutionniste) (pp. 11–42). Oxford: Clarendon Press, 1938
- The Living Thoughts of Darwin (Les pensées vivantes de Darwin), 1939
- The New Systematics (Les nouvelles systématiques), 1940
- The uniqueness of man 1941 ;

- L'homme, cet être unique, éd. Oreste Zeluck, 1948 (344 p.) [trad. Jules Castier]
- Evolution: the Modern Synthesis (Évolution: la synthèse moderne), 1942
- Evolutionary Ethics (Éthiques évolutionnistes), 1943
- Reshaping man's heritage: biology in the service of man, 1944
- TVA: Adventure in Planning (TVA: aventure dans la planification), 1944
- Touchstone for Ethics (Standard d'éthiques), 1947
- Man in the Modern World (L'homme dans le monde moderne), 1947 eBook
- Heredity, East and West (Hérédité, Est et Ouest), 1949
- Evolution in Action, 1953 ;

- L'évolution en action, éd. PUF, coll. Bibliothèque Scientifique Internationale, 1956 (VII p. + 152 p.).
- Biological Aspects of Cancer (Aspects biologiques du cancer), 1957
- Towards a New Humanism (Vers un nouvel humanisme), 1957
- New Bottles for New Wine (Nouvelles bouteilles pour vin nouveau), 1958
- The Coming New Religion of Humanism (L'émergence de la nouvelle religion humaniste), 1962
- The Humanist Frame (Le cadre humaniste), 1962 puis Essays of a Humanist (Essais d'un humaniste), 1964 puis Evolutionary Humanism (Humanisme évolutionniste)
- From an Antique Land (D'une terre antique), 1966
- The Courtship Habits of the Great Grebe (La cour du grèbe huppé), 1968
- Memories (Mémoires) en 2 volumes, 1970 et 1974
- L'UNESCO: SES BUTS ET SA PHILOSOPHIE, 1946

### Essais
- (en) Transhumanism (Transhumanisme) dans New Bottles for New Wine (Nouvelles bouteilles pour vin nouveau) Londres: Chatto & Windus, 1957.
- (en) The New Divination (La nouvelle divination) dans Essays of a Humanist (Essais d'un humaniste) Londres: Chatto & Windus, 1964.